# Shiroishi
Pour les articles homonymes, voir Shiroishi (homonymie).
Shiroishi (白石市, Shiroishi-shi) est une ville située dans la préfecture de Miyagi, au Japon.

## Géographie

### Situation
Shiroishi se trouve dans le sud de la préfecture de Miyagi, dans la région du Tōhoku au nord du Japon, bordée par la préfecture de Fukushima au sud.

### Municipalités limitrophes
| Zaō              | Zaō       | Ōgawara |
| Shichikashuku    | Shiroishi | Kakuda  |
| Fukushima, Koori | Kunimi    | Date    |

### Démographie
Lors du recensement national de 2010, la population de Shiroishi était de 37 432 habitants répartis sur une superficie de 286,47 km2. En octobre 2022, elle était de 32 098 habitants.

### Topographie
Shiroishi s'étend au pied du mont Zaō.

### Climat
Shiroishi a un climat humide caractérisé par des étés doux et des hivers froids. La température annuelle moyenne à Shiroishi est de 12,1 °C. La pluviométrie annuelle moyenne est de 1 327,2 mm, septembre étant le mois le plus humide.

## Histoire
La région actuelle de Shiroishi faisait partie de l'ancienne province de Mutsu et était sous le contrôle du clan Date du domaine de Sendai pendant l'époque d'Edo. Pendant la guerre de Boshin, le château de Shiroishi fut le théâtre d'une bataille entre les forces pro-impériales et pro-Tokugawa du Ōuetsu Reppan Dōmei.
Le bourg moderne de Shiroishi a été créé le 1er juin 1889. Les villages d'Odaira, Otakasawa, Kosugo, Saikawa, Shirakawa et Fukuoka sont intégrés à Shiroishi le 1er avril 1954, qui obtient le statut de ville.

## Patrimoine culturel
Parmi les lieux touristiques de Shiroishi figurent des onsen et le château de Shiroishi, ainsi que le parc animalier Zaô kitsune-mura, « le village des renards de Zaō ».

## Transports
Shiroishi est desservie par les routes nationales 4, 113 et 457.
La ville est desservie par la ligne Shinkansen Tōhoku à la gare de Shiroishi-Zaō, ainsi que par la ligne principale Tōhoku de la JR East (gare de Shiroishi).